# Soziotop
Unter Soziotop (lateinisch socius ‚Gemeinschaft‘, griechisch τόπος topos, deutsch ‚Ort‘) versteht man den Lebensraum einer Gruppe bzw. einen Lebensraum, der die Entwicklung einer Gruppe besonders fördert. In Soziotopen gibt es einen engen Zusammenhang zwischen der Gemeinschaft und dem von ihnen bewohnten Raum. Der Begriff wird aber auch – entgegen dem Wortsinn – zur Bezeichnung eines sozialen Milieus oder einer Subkultur ohne Bezug auf eine feste räumliche Bindung benutzt.
Eine erste Verwendung findet sich bei Tino Bargel u. a. im Jahr 1978. Übernommen wurde er 1982 von Michael Rutschky zur Charakterisierung von Milieus. Hasso Spode benutzte den Begriff 1994 bei der Analyse der soziokulturellen Zusammensetzung des Berliner Bezirks Kreuzberg. In der Architektur und Stadtplanung wird er als Bezeichnung für verschiedene urbane soziale Settings (räumlich fixierbare Milieus) genutzt.
Tino Bargel und andere nutzten den Begriff auch zur Bezeichnung der sozialen Umgebungsfaktoren im Prozess der kindlichen Sozialisation.